# Активный разлом

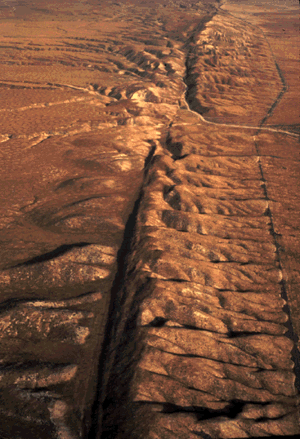
Разлом Сан-Андреас

Активный разлом (также «живой разлом», англ. active fault) — разлом земной коры или всей литосферы, по которому в историческое время или в голоцене (последние 10 тысяч лет) происходили смещения либо локализовались очаги землетрясений; в геофизике — зона аномальных изменений деформационных, геофизических и флюидо-геохимических полей. В существующих экологических и строительных нормативах современный активный (опасный) разлом — зона линейной деструкции, в которой имеют место современные движения земной поверхности со скоростями более чем 50 мм/год, относительными деформациями более чем 5x10−5 в год и землетрясения с магнитудой M ≥ 5,0.
Геологическая служба США даёт такое определение активного разлома: это разлом, который может стать источником очередного землетрясения в будущем. Геологи обычно считают разломы активными, если в течение последних 10 000 лет наблюдалось движение или свидетельства сейсмической активности.
Существует несколько определений активного разлома, основанных на временной продолжительности активизации и/или направленности и величине смещений. В ряде работ под активными разломами понимаются древние, омоложённые в новейшее время, а также новообразованные разломы, по которым по комплексу признаков констатируются движения в позднем плейстоцене и голоцене (в последние 100—130 тысяч лет). Близкое определение этого термина даётся Андреем Никоновым. С. А. Несмеянов с соавторами предлагает считать активными современные разрывные нарушения, смещения по которым происходят в настоящее время и зафиксированы инструментально методами геодезии или геофизики либо документально при сопоставлении разновременных карт, исторических материалов и т. п. В работе Уайта указывается, что оценка возраста активизации в разных странах варьирует от 5 до 500 тысяч лет, хотя многие специалисты из России, США, Китая и Японии под активностью разломов понимают «повторное оживление» в течение последних 1—2 млн лет или просто активизацию за этот же интервал времени, то есть за позднеплиоцен-четвертичный период согласно новой международной стратиграфической шкале. Важно отметить, что строительные нормы и правила для сейсмических районов (СНиП II-7-81) требуют учёта тектонического разлома при проектировании объекта независимо от возраста его активизации.
Активные разломы считаются геологической опасностью, землетрясениями. Последствия движения по активному разлому включают: сильное колебание грунта, поверхностные разломы, тектоническую деформацию, оползни и камнепады, разжижение грунта, цунами и сейши.
Разновидностью активных разломов являются четвертичные разломы — это активные разломы, которые были обнаружены на поверхности и которые имеют свидетельства движения в течение последних 1,6 миллиона лет — продолжительности четвертичного периода.

## Методы изучения активных разломов
Смежные геологические дисциплины для изучения активных разломов включают геоморфологию, сейсмологию, метод отражённых волн, тектонику плит, геодезию, дистанционное зондирование, анализ рисков и другие.
Подробно история изучения активных разломов описана Владимиром Трифоновым. На постсоветском пространстве большой вклад в развитие методики изучения активных разломов в разных геодинамических ситуациях и регионах внесли Канатбек Абдрахматов, Анастасия и Сергей Аржанниковы, Валентин Буртман, А. В. Ваков, Татьяна Иванова, Валерий и Людмила Имаевы, Раиса Лобацкая, Н. В. Лукина, Оксана Лунина, Владимир Макаров, Евгений Рогожин, Сергей Скобелев, Олег Смекалин, Александр Стром, Семён Шерман, Анатолий Чипизубов и другие. Подробные систематизированные описания методических и практических аспектов изучения активных разломов приводятся в двух изданиях книги «Палеосейсмология» под редакцией Джеймса МакКалпина, книгах «Геология землетрясений» Роберта Йейтса и др., «Механика землетрясений и разломов» Кристофера Шольца.
Активные разломы, как правило, возникают вблизи границ тектонических плит, и исследования активных разломов сосредоточены на этих регионах. Активные разломы, как правило, встречаются в меньшей степени в пределах любой конкретной плиты. Тот факт, что внутриплитные области также могут представлять сейсмическую опасность, был признан только недавно.
Для определения границ активного разлома используются различные геологические методы, такие как дистанционное зондирование и магнитные измерения, а также другие способы. Для оценки активности разлома используются несколько типов данных, таких как сейсмологические отчеты или записи за определённое время. Активность и область разлома соотносятся, и для определения потенциальной опасности землетрясения используется анализ риска с учетом других факторов.

## Геологические условия в США
Геологические условия и тектоническое строение плит на большей части западных территорий США привели к тому, что регион подстилается относительно тонкой корой и имеет высокий тепловой поток, что может способствовать относительно высокой скорости деформации и возникновению активных разломов.
Напротив, в Центральной и Восточной Америке (CEUS) кора более толстая, холодная, старая и более устойчивая. Кроме того, CEUS находится в тысячах миль от активных границ тектонических плит, поэтому скорость деформации в этом регионе невысока. Тем не менее, в исторические периоды в CEUS произошло несколько довольно сильных землетрясений, в том числе серия крупных землетрясений в районе Нового Мадрида, штат Миссури, в 1811–1812 годах, сильное землетрясение недалеко от Чарльстона, Южная Каролина в 1886 году, и землетрясение на мысе Энн к северо-востоку от Бостона в 1755 году.